# عبدالمجید تبون
عبدالمجید تبون (زادهٔ ۱۷ نوامبر ۱۹۴۵)، یک سیاست‌مدار اهل الجزایر است که هم‌اکنون به عنوان هشتمین رئیس‌جمهور و وزیر دفاع الجزایر خدمت می‌کند. او از مه تا ۲۰۱۷ به عنوان نخست‌وزیر الجزایر فعالیت می‌کرد. وی هم‌اکنون رئیس‌جمهور الجزایر است.

## سمت‌ها
او قبلاً در سال‌های ۱۹۹۹ تا ۲۰۰۰ به عنوان وزیر ارتباطات و فرهنگ و سپس در سال‌های ۲۰۰۰ تا ۲۰۰۱ به عنوان وزیر امور خارجه خدمت کرد. وی از سال ۲۰۰۱ تا ۲۰۰۲ و ۲۰۱۲ تا ۲۰۱۷ نیز وزیر مسکن و برنامه‌ریزی شهری بوده است.